# Goniobryum subaloma
Goniobryum subaloma är en bladmossart som beskrevs av Theodor Carl Karl Julius Herzog 1934. Goniobryum subaloma ingår i släktet Goniobryum och familjen Rhizogoniaceae. Inga underarter finns listade i Catalogue of Life.